# Halestorm (album)
Halestorm – debiutancki album hardrockowego zespołu Halestorm, wydany 28 ksietnia 2009 przez Atlantic Records. Howard Benson, który pracował również z Skillet, Daughtry, My Chemical Romance, Kelly Clarkson, Three Days Grace i Flyleaf, wyprodukował album. Halestorm zadebiutował na 40. miejscu na Billboard 200. Utwór "Innocence" został napisany przez ex-członka Evanescence Bena Moody'ego.

## Lista utworów
1. "It's Not You" – 2:55
2. "I Get Off" – 3:04
3. "Bet U Wish U Had Me Back" – 3:43
4. "Innocence" – 3:16
5. "Familiar Taste of Poison" – 4:04
6. "I'm Not an Angel" – 3:15
7. "What Were You Expecting?" – 3:34
8. "Love/Hate Heartbreak" – 3:19
9. "Better Sorry Than Safe" – 3:12
10. "Dirty Work" – 3:17
11. "Nothing to Do with Love" – 3:30

Bonusowe utwory na iTunes/Amazon
1. "Tell Me Where It Hurts" – 3:48
2. "Conversation Over" – 3:05
3. "Dirty Mind" – 3:18

## Notowania
| Lista (2009)                   | Pozycja |
| ------------------------------ | ------- |
| U.S. Billboard 200             | 40      |
| Billboard Top Rock Albums      | 11      |
| Billboard Top Hard Rock Albums | 4       |